# Edgeworth David
Pour les articles homonymes, voir David.
Tannatt William Edgeworth David (28 janvier 1858 – 28 août 1934), est un géologue et explorateur polaire australien.

## Biographie
Il naît à Saint Fagans (Cardiff) au pays de Galles et émigre en Australie pour travailler comme assistant du levé géologique, il y est responsable de la classification des gisements de charbon de la vallée de la rivière Hunter. Il est professeur de géologie de l'université de Sydney de 1891 à 1924.
David est plus connu pour son rôle dans la seconde expédition britannique dans l'Antarctique conduite par Ernest Shackleton en 1907. Durant cette expédition, il dirige la première ascension réussie du mont Erebus, le seul volcan actif en Antarctique. Il commande la première équipe qui tente d'atteindre le pôle magnétique Sud. L'équipe est constituée de David, Douglas Mawson et Alistair Mackay. Au retour, David est malade et Mawson doit prend le commandement.
David est élu membre de la Royal Society en 1900. À 57 ans il s'engage dans l'armée comme major pendant la Première Guerre mondiale et fonde le corps des sapeurs australiens. En 1920 il est fait chevalier commandeur de l'Ordre de l'Empire britannique. En 1899 il reçoit la médaille Bigsby et en 1915 la médaille Wollaston. Il meurt à Sydney. 
La Royal Society of New South Wales a nommé une de ses médailles de son nom, la médaille Edgeworth-David, décernée pour les contributions d'un jeune scientifique de moins de 35 ans qui a effectué la plus grande partie de son travail en Australie ou dans ses territoires. Le minéral davidite est lui aussi nommé d'après lui ainsi que le bâtiment Edgeworth David de l'université de Sydney et l'avenue du même nom à Hornsby en Nouvelle-Galles du Sud où il a passé ses dernières années.